# Расулов, Гамзат Магомедович
Гамзат Магомедович Расулов (11 августа 1970, Куппа, Левашинский район, Дагестанская АССР, РСФСР, СССР — 15 января 2000, Махачкала, Дагестан, Россия) — советский и российский дзюдоист, призёр чемпионатов России. Мастер спорта России международного класса.

## Спортивная карьера
Дзюдо начал заниматься в 1980 году в СДЮШОР в Махачкале. Тренировался у своего отца Магомеда Расулова и Газимагомеда Ахмедова. В 1993 году стал бронзовым призёром чемпионата России  в весовой категории свыше 95 кг, в 1994 году на чемпионате России завоевал две бронзовые медали в той же весовой категории свыше 95 кг и в абсолютной весовой категории. Является двукратным (1998, 1999) чемпионом мира по самбо среди малочисленных народов.

## Личная жизнь
Окончил махачкалинскую школу № 12 в 1987 году. В 1993 году окончил Дагестанскую государственную сельскохозяйственную академию по специальности зооинженер. В 1999 году окончил юридический факультет Дагестанского государственного университета. Его отец: Магомед Апандиевич — также дзюдоист и тренер. 

## Смерть
В ночь с четверга на пятницу 15 января 2000 года в 3 часу ночи Расулов подъехал к воротам своего дома на улице Островского в Махачкале. Когда он вышел из своего «Мерседеса», неизвестный открыл по нему огонь из пистолета Макарова. Получив несколько огнестрельных ранений в грудь, Расулов, не приходя в сознание, скончался на пути в больницу.

## Память
Ежегодно проводятся чемпионаты Дагестан по дзюдо памяти Гамзата Расулова.

## Достижения
- Чемпионат России по дзюдо 1993 — ;
- Чемпионат России по дзюдо 1994 — ;
- Чемпионат России по дзюдо 1994 (абсолютная) — ;